# Faycelles
Faycelles est une commune française, située dans l'est du département du Lot en région Occitanie.
Elle est également dans le causse de Cajarc, le plus petit des quatre causses du Quercy, enserré dans les méandres du Lot et du Célé.
Exposée à un climat océanique altéré, elle est drainée par le Lot et par divers autres petits cours d'eau. La commune possède un patrimoine naturel remarquable composé de trois zones naturelles d'intérêt écologique, faunistique et floristique.
Faycelles est une commune rurale qui compte 722 habitants en 2022.  Elle fait partie de l'aire d'attraction de Figeac. Ses habitants sont appelés les Faycellois ou  Faycelloises.

## Géographie
Commune de l'aire urbaine de Figeac située dans le Quercy, sur la route nationale 662 et sur l'un des derniers contreforts du Massif central, Faycelles domine la vallée du Lot, elle comprend aussi l'ancienne commune de La Madeleine.

### Communes limitrophes
Les communes limitrophes sont  Béduer, Capdenac, Causse-et-Diège, Figeac, Frontenac et Saint-Pierre-Toirac.
La commune est limitrophe du département de l'Aveyron ; elle est séparée de Capdenac-Gare d'une soixantaine de mètres.
|                     | Figeac    |                           |
| Béduer              | Faycelles | Capdenac                  |
| Saint-Pierre-Toirac | Frontenac | Causse-et-Diège (Aveyron) |

### Climat
Pour des articles plus généraux, voir Climat de l'Occitanie et Climat du Lot.
En 2010, le climat de la commune est de type climat océanique altéré, selon une étude s'appuyant sur une série de données couvrant la période 1971-2000. En 2020, Météo-France publie une typologie des climats de la France métropolitaine dans laquelle la commune est dans une zone de transition entre le climat océanique altéré et le climat de montagne ou de marges de montagne et est dans la région climatique Ouest et nord-ouest du Massif Central, caractérisée par une pluviométrie annuelle de 900 à 1 500 mm, maximale en automne et en hiver.
Pour la période 1971-2000, la température annuelle moyenne est de 12,3 °C, avec une amplitude thermique annuelle de 15,4 °C. Le cumul annuel moyen de précipitations est de 898 mm, avec 10,6 jours de précipitations en janvier et 6,5 jours en juillet. Pour la période 1991-2020, la température moyenne annuelle observée sur la station météorologique installée dans la commune est de 13,1 °C et le cumul annuel moyen de précipitations est de 806,2 mm,. Pour l'avenir, les paramètres climatiques de la commune estimés pour 2050 selon différents scénarios d'émission de gaz à effet de serre sont consultables sur un site dédié publié par Météo-France en novembre 2022.
| Mois                                  | jan.           | fév.           | mars          | avril         | mai           | juin          | jui.          | août          | sep.         | oct.          | nov.          | déc.          | année      |
| ------------------------------------- | -------------- | -------------- | ------------- | ------------- | ------------- | ------------- | ------------- | ------------- | ------------ | ------------- | ------------- | ------------- | ---------- |
| Température minimale moyenne (°C)     | 1,7            | 1,5            | 4,2           | 7,2           | 10            | 13,5          | 15,4          | 14,8          | 12,1         | 9,7           | 5,5           | 2,3           | 8,2        |
| Température moyenne (°C)              | 5              | 5,8            | 9             | 12,5          | 15,5          | 19,4          | 21,6          | 21            | 18           | 14,4          | 9,1           | 5,8           | 13,1       |
| Température maximale moyenne (°C)     | 8,3            | 10             | 13,8          | 17,8          | 20,9          | 25,2          | 27,8          | 27,2          | 23,9         | 19,1          | 12,7          | 9,2           | 18         |
| Record de froid (°C) date du record   | −10,3 27.01.07 | −12,6 09.02.12 | −9,6 01.03.05 | −2,5 04.04.22 | 0,1 05.05.19  | 5,2 01.06.06  | 8,3 15.07.16  | 7,2 31.08.10  | 2,2 27.09.10 | −3,8 16.10.09 | −8 17.11.07   | −9,8 17.12.09 | −12,6 2012 |
| Record de chaleur (°C) date du record | 17,9 04.01.22  | 23,9 27.02.19  | 26,2 29.03.23 | 29,6 29.04.05 | 33,7 21.05.22 | 41,5 27.06.19 | 39,5 24.07.19 | 40,9 24.08.23 | 37 12.09.22  | 33,3 01.10.23 | 24,6 08.11.15 | 19,3 07.12.10 | 41,5 2019  |
| Précipitations (mm)                   | 76,3           | 55,3           | 72,5          | 83,2          | 85            | 59,8          | 48,9          | 55,4          | 58,6         | 65,9          | 70,5          | 74,8          | 806,2      |

### Milieux naturels et biodiversité
L’inventaire des zones naturelles d'intérêt écologique, faunistique et floristique (ZNIEFF) a pour objectif de réaliser une couverture des zones les plus intéressantes sur le plan écologique, essentiellement dans la perspective d’améliorer la connaissance du patrimoine naturel national et de fournir aux différents décideurs un outil d’aide à la prise en compte de l’environnement dans l’aménagement du territoire.
Deux ZNIEFF de type 1 sont recensées dans la commune :
le « cours moyen du Lot » (1 543 ha), couvrant 33 communes dont huit dans l'Aveyron et 25 dans le Lot et 
les « pelouses sèches et landes du vallon du Rieu de Paramelle » (32 ha)
et une ZNIEFF de type 2, : 
la « Moyenne vallée du Lot » (7 893 ha), couvrant 36 communes dont huit dans l'Aveyron et 28 dans le Lot.

Carte des ZNIEFF de type 1 et 2 à Faycelles.
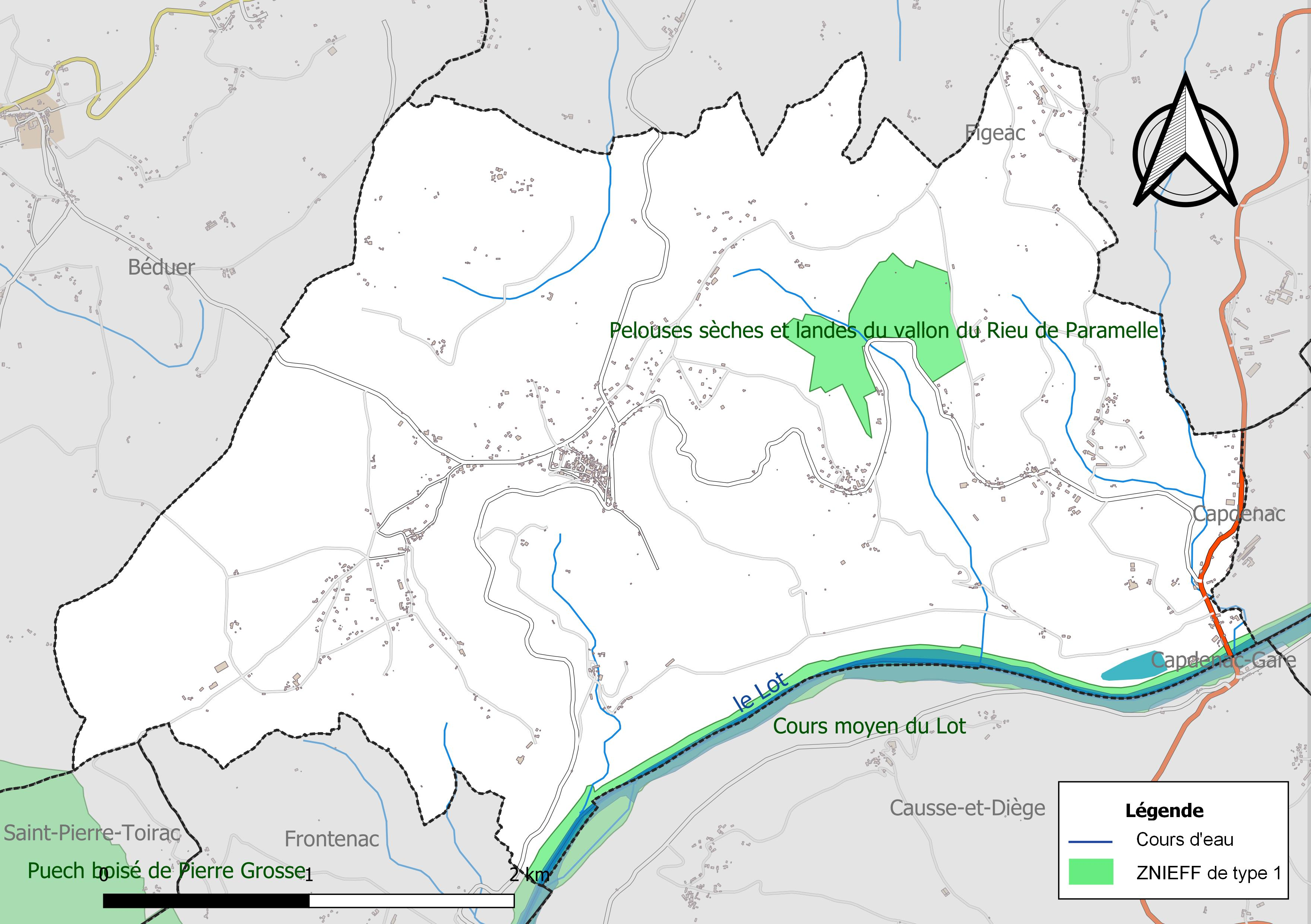
Carte des ZNIEFF de type 1 dans la commune.
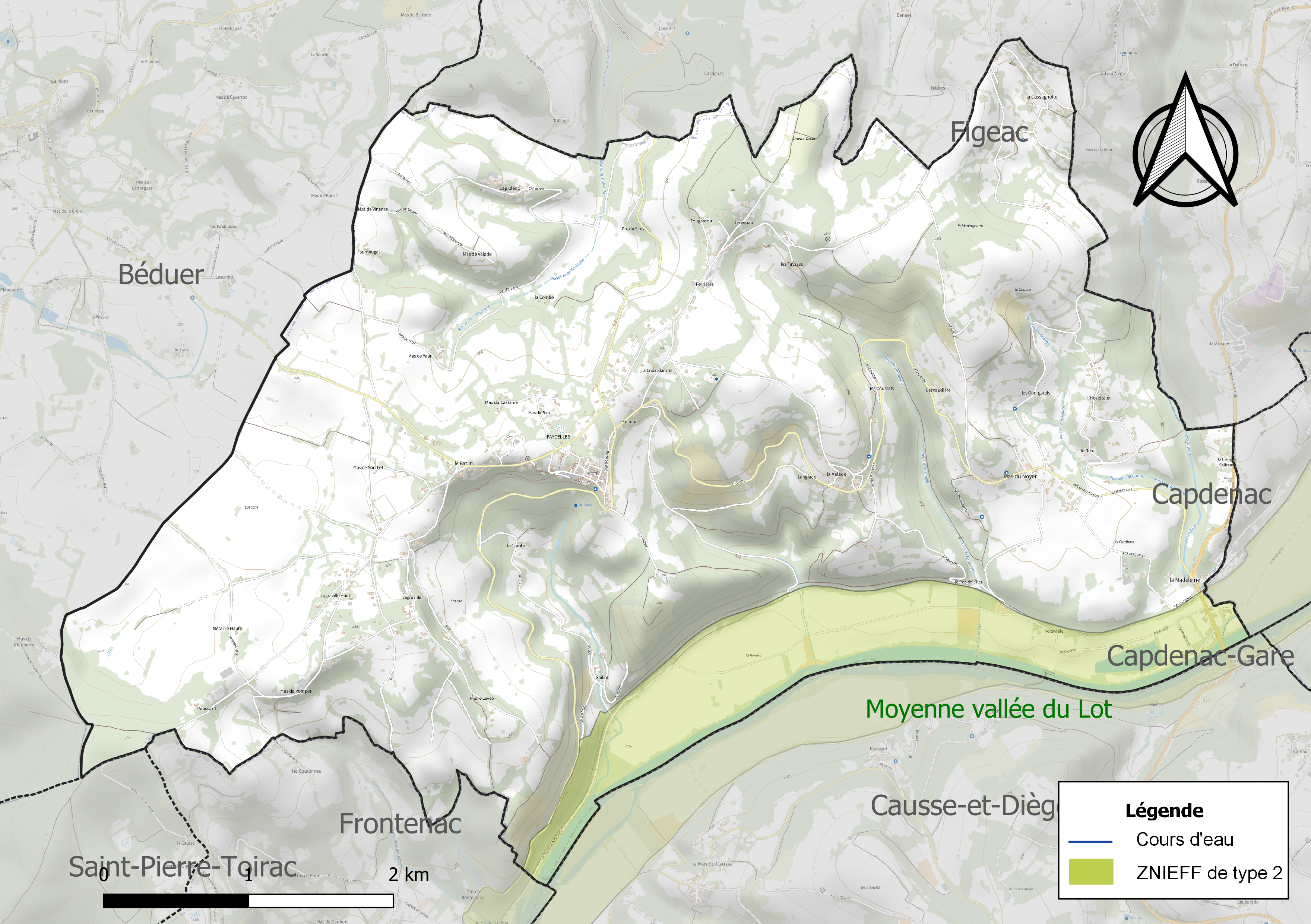
Carte de la ZNIEFF de type 2 dans la commune.

## Urbanisme

### Typologie
Au 1er janvier 2024, Faycelles est catégorisée commune rurale à habitat dispersé, selon la nouvelle grille communale de densité à sept niveaux définie par l'Insee en 2022.
Elle est située hors unité urbaine. Par ailleurs la commune fait partie de l'aire d'attraction de Figeac, dont elle est une commune de la couronne,. Cette aire, qui regroupe 59 communes, est catégorisée dans les aires de moins de 50 000 habitants,.

### Occupation des sols
L'occupation des sols de la commune, telle qu'elle ressort de la base de données européenne d’occupation biophysique des sols Corine Land Cover (CLC), est marquée par l'importance des territoires agricoles (81,6 % en 2018), en diminution par rapport à 1990 (83,9 %). La répartition détaillée en 2018 est la suivante : 
zones agricoles hétérogènes (42,2 %), prairies (32,3 %), forêts (16,1 %), terres arables (7,1 %), eaux continentales (2,3 %). L'évolution de l’occupation des sols de la commune et de ses infrastructures peut être observée sur les différentes représentations cartographiques du territoire : la carte de Cassini (XVIIIe siècle), la carte d'état-major (1820-1866) et les cartes ou photos aériennes de l'IGN pour la période actuelle (1950 à aujourd'hui).

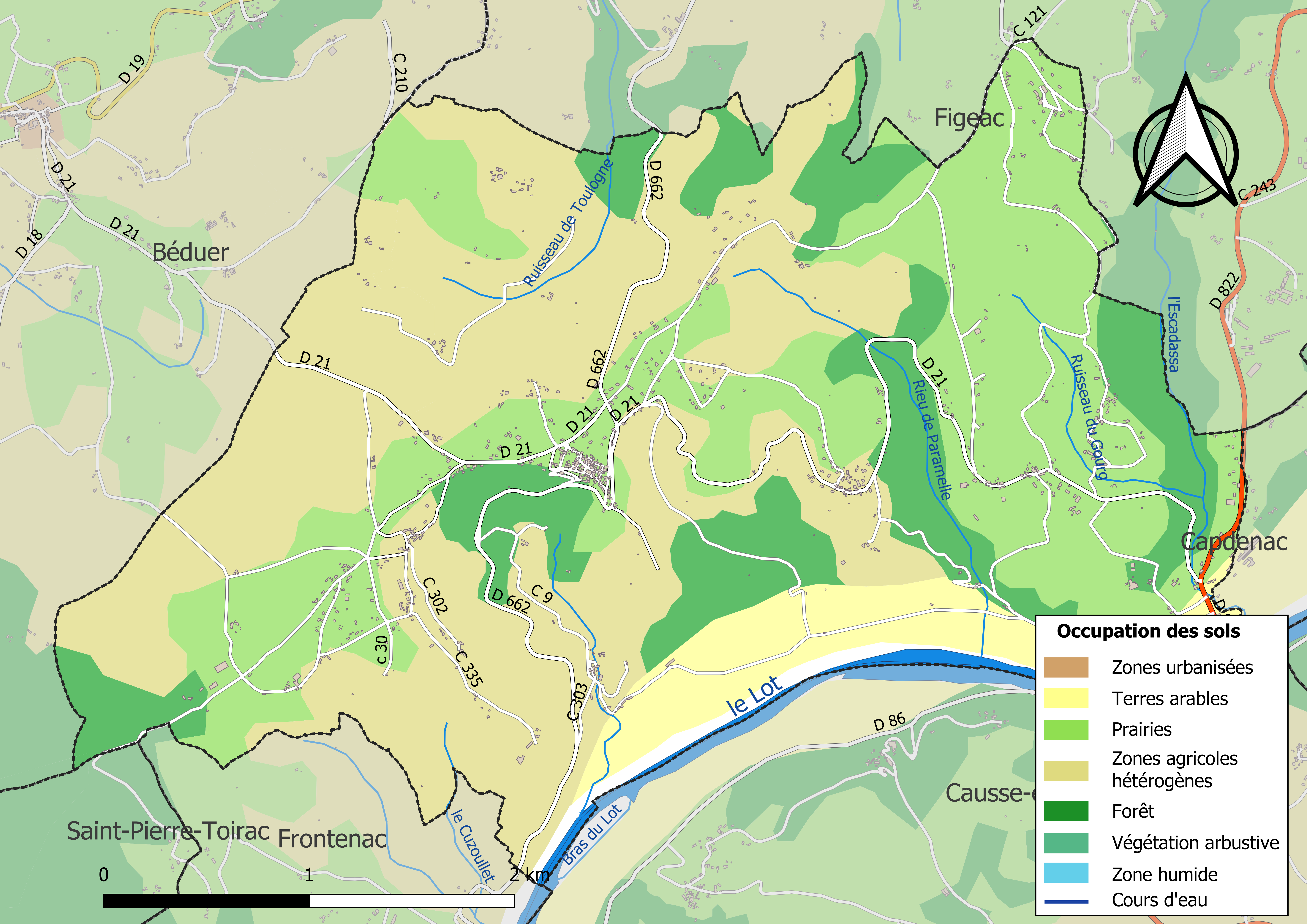
Carte des infrastructures et de l'occupation des sols de la commune en 2018 (CLC).

### Risques majeurs
Le territoire de la commune de Faycelles est vulnérable à différents aléas naturels : météorologiques (tempête, orage, neige, grand froid, canicule ou sécheresse), inondations, feux de forêts, mouvements de terrains et séisme (sismicité très faible). Il est également exposé à un risque technologique, la rupture d'un barrage. Un site publié par le BRGM permet d'évaluer simplement et rapidement les risques d'un bien localisé soit par son adresse soit par le numéro de sa parcelle.

#### Risques naturels
Certaines parties du territoire communal sont susceptibles d’être affectées par le risque d’inondation par débordement de cours d'eau, notamment le Lot. La cartographie des zones inondables en ex-Midi-Pyrénées réalisée dans le cadre du XIe Contrat de plan État-région, visant à informer les citoyens et les décideurs sur le risque d’inondation, est accessible sur le site de la DREAL Occitanie. La commune a été reconnue en état de catastrophe naturelle au titre des dommages causés par les inondations et coulées de boue survenues en 1982, 1988, 1994, 1999, 2003 et 2021,.
Faycelles est exposée au risque de feu de forêt. Un plan départemental de protection des forêts contre les incendies a été approuvé par arrêté préfectoral le 30 novembre 2015 pour la période 2015-2025. Les propriétaires doivent ainsi couper les broussailles, les arbustes et les branches basses sur une profondeur de 50 mètres, aux abords des constructions, chantiers, travaux et installations de toute nature, situées à moins de 200 mètres de terrains en nature
de bois, forêts, plantations, reboisements, landes ou friches. Le brûlage des déchets issus de l’entretien des parcs et jardins des ménages et des collectivités est interdit. L’écobuage est également interdit, ainsi que les feux de type méchouis et barbecues, à l’exception de ceux prévus dans des installations fixes (non situées sous couvert d'arbres) constituant une dépendance d'habitation.

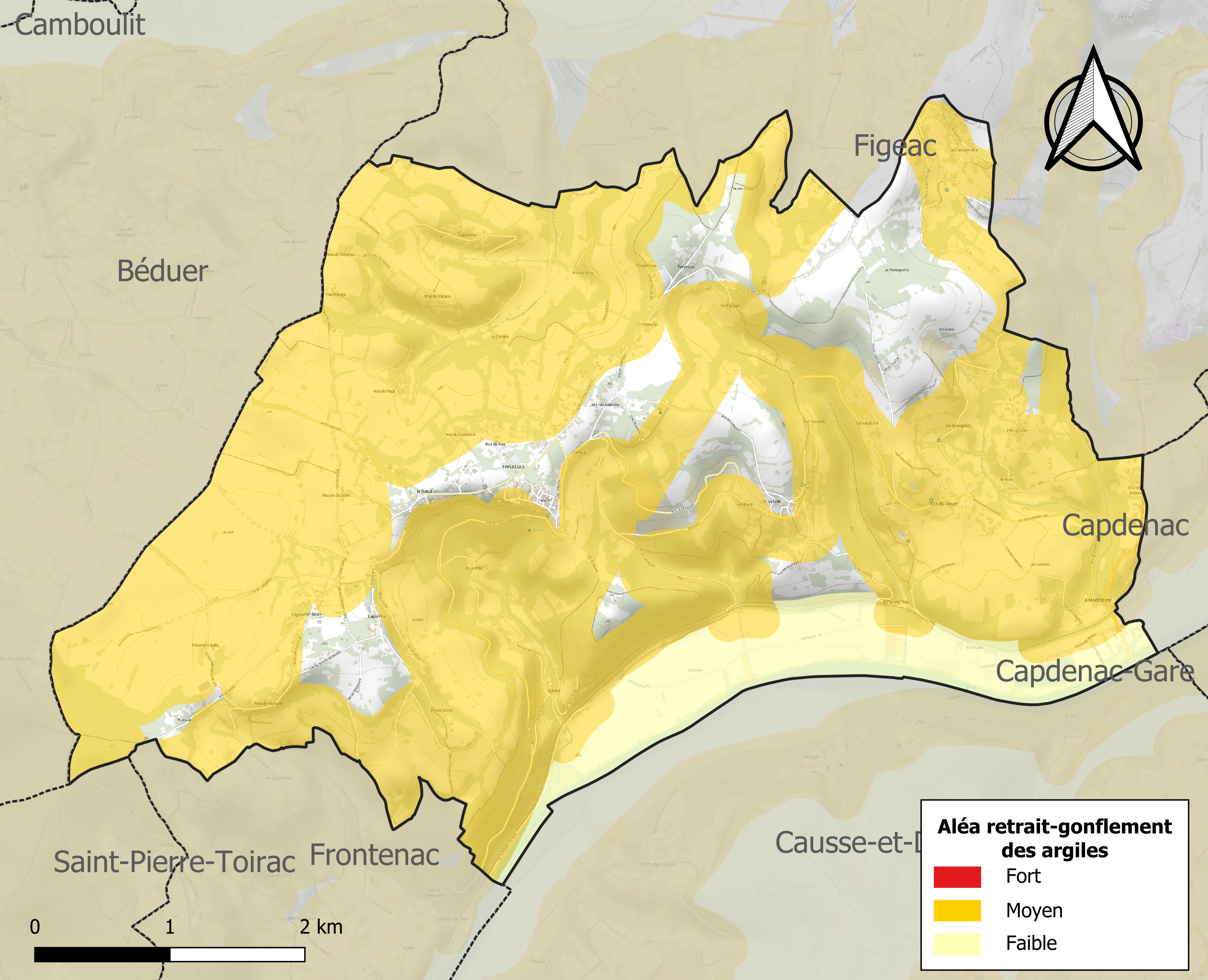
Carte des zones d'aléa retrait-gonflement des sols argileux de Faycelles.

Les mouvements de terrains susceptibles de se produire dans la commune sont des affaissements et effondrements liés aux cavités souterraines (hors mines) et des glissements de terrain. Par ailleurs, afin de mieux appréhender le risque d’affaissement de terrain, l'inventaire national des cavités souterraines permet de localiser celles situées dans la commune.
Le retrait-gonflement des sols argileux est susceptible d'engendrer des dommages importants aux bâtiments en cas d’alternance de périodes de sécheresse et de pluie. 77 % de la superficie communale est en aléa moyen ou fort (67,7 % au niveau départemental et 48,5 % au niveau national). Sur les 403 bâtiments dénombrés dans la commune en 2019, 242 sont en aléa moyen ou fort, soit 60 %, à comparer aux 72 % au niveau départemental et 54 % au niveau national. Une cartographie de l'exposition du territoire national au retrait gonflement des sols argileux est disponible sur le site du BRGM,.
Par ailleurs, afin de mieux appréhender le risque d’affaissement de terrain, l'inventaire national des cavités souterraines permet de localiser celles situées dans la commune.
Concernant les mouvements de terrains, la commune a été reconnue en état de catastrophe naturelle au titre des dommages causés par la sécheresse en 2009 et 2011 et par des mouvements de terrain en 1999.

#### Risques technologiques
La commune est en outre située en aval des barrages de Grandval et de Sarrans, des ouvrages de classe A disposant d'une retenue de respectivement 270,6 millions et 296 millions de mètres cubes,. À ce titre elle est susceptible d’être touchée par l’onde de submersion consécutive à la rupture d'un de ces ouvrages.

## Toponymie
Le toponyme Faycelles est lié au régime féodal. Il est basé sur ficsella qui désigne un petit fief destiné à un vassal.
Le nom du lieu-dit Fenouil serait basé sur le latin fanum novum qui veut dire nouveau temple.

## Histoire
Le territoire de la commune est habité dès le Paléolithique comme en témoignent les gravures découvertes en 1999 dans la grotte de Lagrave à Faycelles qui sont caractéristiques de l'art magdalénien final. Une grande frise de chevaux, un taureau et une silhouette de femme de 23,5 cm ornent une paroi de grès de 3 mètres de long et 90 cm de large. Le site n'est pas  accessible au public mais présente un réel intérêt scientifique car les motifs figurés sont rares dans l'art pariétal : on les trouve au contraire généralement dans l'art mobilier,.
La grotte Crosa de la Mostarda, occupée plus récemment, a livré des traces d'occupation allant du Néolithique au Moyen Âge en passant par l'époque gallo-romaine. Plusieurs dolmens sont connus dans la commune.
La commune est située sur le chemin du Pèlerinage de Saint-Jacques-de-Compostelle. Un relais y fonctionne encore.
Le château, sur le rocher stylisé à trois coupeaux, symbolise la forteresse de Faycelles, le castrum des anciens manuscrits, détruite au XVIIIe siècle. Pourquoi trois coupeaux ? Parce que le château protégeait les trois principales agglomérations de la paroisse : Faycelles, La Graville, le Mas du Noyer. Les couleurs de gueules (rouge) et or sont celles de la province du Quercy. La rivière ondée d'argent rappelle tout naturellement le Lot qui coule au fond de la vallée.
Le chef d'azur à la croix d'argent signifie que Faycelles dépendait de l'abbaye de Figeac qui portait ces armes. Ce sont maintenant celles de la ville.
Le châtaignier et le chêne étant les principales essences de la région, il semble normal que leurs branches encadrent l'écu qui, par ailleurs, est surmonté d'une couronne murale.

## Politique et administration
| Période                                  | Période   | Identité                | Étiquette     | Qualité |
| ---------------------------------------- | --------- | ----------------------- | ------------- | ------- |
| 02.1790                                  | 11.1815   | Balthasard Benoist      |               |         |
| 11.1815                                  | 08.1821   | Paul Teilhard           |               |         |
| 08.1821                                  | 07.1823   | Paulin Teilhard         |               |         |
| 07.1823                                  | 04.1833   | Jean Pierre Delbos      |               |         |
| 04.1833                                  | 05.1835   | Jean Baptiste Galieu    |               |         |
| 05.1835                                  | 03.1848   | Jean Lafon              |               |         |
| 04.1848                                  | 12.1868   | Jean Pierre Delbos      |               |         |
| 12.1868                                  | 06.1884   | Victor Lacroix          |               |         |
| 06.1884                                  | 05.1888   | Louis Dournes           |               |         |
| 05.1888                                  | 05.1892   | Maximilien Gironde (de) |               |         |
| 05.1892                                  | 09.1919   | Louis Dournes           |               |         |
| 09.1919                                  | 05.1929   | Jules Blanc             |               |         |
| 05.1929                                  | 05.1935   | Jean Baptiste Delvert   |               |         |
| 05.1935                                  | 10.1944   | Médéric Estanié         |               |         |
| 05.1944                                  | 05.1953   | Benjamin Labastrou      |               |         |
| 05.1953                                  | 03.1959   | Ludovic Fages           |               |         |
| 03.1959                                  | 03.1965   | Maurice Fages           |               |         |
| 03.1965                                  | 11.1969   | Jean Descargues         |               |         |
| 11.1969                                  | mars 1977 | Benjamin Labastrou      |               |         |
| mars 1977                                | mars 1983 | Robert Frugnac          |               |         |
| mars 1983                                | mars 2001 | Hélène Pradines         |               |         |
| mars 2001                                | En cours  | Jean-Claude Laborie     | Apparenté PCF |         |
| Les données manquantes sont à compléter. |           |                         |               |         |

## Démographie
L'évolution du nombre d'habitants est connue à travers les recensements de la population effectués dans la commune depuis 1793. Pour les communes de moins de 10 000 habitants, une enquête de recensement portant sur toute la population est réalisée tous les cinq ans, les populations de référence des années intermédiaires étant quant à elles estimées par interpolation ou extrapolation. Pour la commune, le premier recensement exhaustif entrant dans le cadre du nouveau dispositif a été réalisé en 2005.

En 2022, la commune comptait 722 habitants, en évolution de +10,4 % par rapport à 2016 (Lot : +1,31 %, France hors Mayotte : +2,11 %).
| 1793 | 1800 | 1806 | 1821 | 1831  | 1836  | 1841  | 1846  | 1851  |
| ---- | ---- | ---- | ---- | ----- | ----- | ----- | ----- | ----- |
| 963  | 978  | 992  | 976  | 1 045 | 1 260 | 1 341 | 1 318 | 1 321 |

| 1856  | 1861  | 1866  | 1872  | 1876  | 1881  | 1886  | 1891  | 1896 |
| ----- | ----- | ----- | ----- | ----- | ----- | ----- | ----- | ---- |
| 1 259 | 1 125 | 1 185 | 1 038 | 1 063 | 1 132 | 1 226 | 1 077 | 985  |

| 1901 | 1906 | 1911 | 1921 | 1926 | 1931 | 1936 | 1946 | 1954 |
| ---- | ---- | ---- | ---- | ---- | ---- | ---- | ---- | ---- |
| 906  | 872  | 824  | 768  | 688  | 667  | 609  | 554  | 582  |

| 1962 | 1968 | 1975 | 1982 | 1990 | 1999 | 2005 | 2006 | 2010 |
| ---- | ---- | ---- | ---- | ---- | ---- | ---- | ---- | ---- |
| 508  | 463  | 440  | 489  | 497  | 531  | 600  | 612  | 630  |

| 2015 | 2020 | 2022 | - | - | - | - | - | - |
| ---- | ---- | ---- | - | - | - | - | - | - |
| 651  | 697  | 722  | - | - | - | - | - | - |

## Économie

### Revenus
En 2018, la commune compte 298 ménages fiscaux, regroupant 684 personnes. La médiane du revenu disponible par unité de consommation est de 24 190 € (20 740 € dans le département).

### Emploi
|                | 2008  | 2013  | 2018  |
| -------------- | ----- | ----- | ----- |
| Commune        | 7,7 % | 7,2 % | 8,3 % |
| Département    | 7,3 % | 8,9 % | 9,6 % |
| France entière | 8,3 % | 10 %  | 10 %  |

En 2018, la population âgée de 15 à 64 ans s'élève à 383 personnes, parmi lesquelles on compte 77,3 % d'actifs (69 % ayant un emploi et 8,3 % de chômeurs) et 22,7 % d'inactifs,. En  2018, le taux de chômage communal (au sens du recensement) des 15-64 ans est inférieur à celui de la France et département, alors qu'en 2008 il était supérieur à celui du département et inférieur à celui de la France.
La commune fait partie de la couronne de l'aire d'attraction de Figeac, du fait qu'au moins 15 % des actifs travaillent dans le pôle,. Elle compte 53 emplois en 2018, contre 69 en 2013 et 67 en 2008. Le nombre d'actifs ayant un emploi résidant dans la commune est de 267, soit un indicateur de concentration d'emploi de 19,7 % et un taux d'activité parmi les 15 ans ou plus de 52,6 %.
Sur ces 267 actifs de 15 ans ou plus ayant un emploi, 36 travaillent dans la commune, soit 13 % des habitants. Pour se rendre au travail, 88,4 % des habitants utilisent un véhicule personnel ou de fonction à quatre roues, 2,2 % les transports en commun, 2,1 % s'y rendent en deux-roues, à vélo ou à pied et 7,2 % n'ont pas besoin de transport (travail au domicile).

### Activités hors agriculture
38 établissements sont implantés  à Faycelles au 31 décembre 2019. Le tableau ci-dessous en détaille le nombre par secteur d'activité et compare les ratios avec ceux du département,.
| Secteur d'activité                                                                                        | Commune | Commune | Département |
| Secteur d'activité                                                                                        | Nombre  | %       | %           |
| --- | ------- | ------- | ----------- |
| Ensemble                                                                                                  | 38      |         |             |
| Industrie manufacturière, industries extractives et autres                                                | 10      | 26,3 %  | (14 %)      |
| Construction                                                                                              | 6       | 15,8 %  | (13,9 %)    |
| Commerce de gros et de détail, transports, hébergement et restauration                                    | 11      | 28,9 %  | (29,9 %)    |
| Activités spécialisées, scientifiques et techniques et activités de services administratifs et de soutien | 2       | 5,3 %   | (13,5 %)    |
| Administration publique, enseignement, santé humaine et action sociale                                    | 3       | 7,9 %   | (12 %)      |
| Autres activités de services                                                                              | 6       | 15,8 %  | (8,7 %)     |

Le secteur du commerce de gros et de détail, des transports, de l'hébergement et de la restauration est prépondérant dans la commune puisqu'il représente 28,9 % du nombre total d'établissements de la commune (11 sur les 38 entreprises implantées  à Faycelles), contre 29,9 % au niveau départemental.

### Agriculture
La commune est dans la Limargue », une petite région agricole occupant une bande verticale à l'est du territoire du département du Lot. En 2020, l'orientation technico-économique de l'agriculture  sur la commune est l'élevage d'équidés et/ou d' autres herbivores.
|               | 1988 | 2000 | 2010 | 2020 |
| ------------- | ---- | ---- | ---- | ---- |
| Exploitations | 45   | 23   | 10   | 11   |
| SAU (ha)      | 818  | 587  | 460  | 479  |

Le nombre d'exploitations agricoles en activité et ayant leur siège dans la commune est passé de 45 lors du recensement agricole de 1988  à 23 en 2000 puis à 10 en 2010 et enfin à 11 en 2020, soit une baisse de 76 % en 32 ans. Le même mouvement est observé à l'échelle du département qui a perdu pendant cette période 60 % de ses exploitations,. La surface agricole utilisée sur la commune a également diminué, passant de 818 ha en 1988 à 479 ha en 2020. Parallèlement la surface agricole utilisée moyenne par exploitation a augmenté, passant de 18 à 44 ha.

## Culture locale et patrimoine

### Lieux et monuments
- Château de Mels, sur l'ancienne paroisse de La Madeleine.
- Église Notre-Dame-de-la-Nativité. L'édifice est référencé dans la base Mérimée et à l'Inventaire général Région Occitanie[37].

## Le pèlerinage de Compostelle

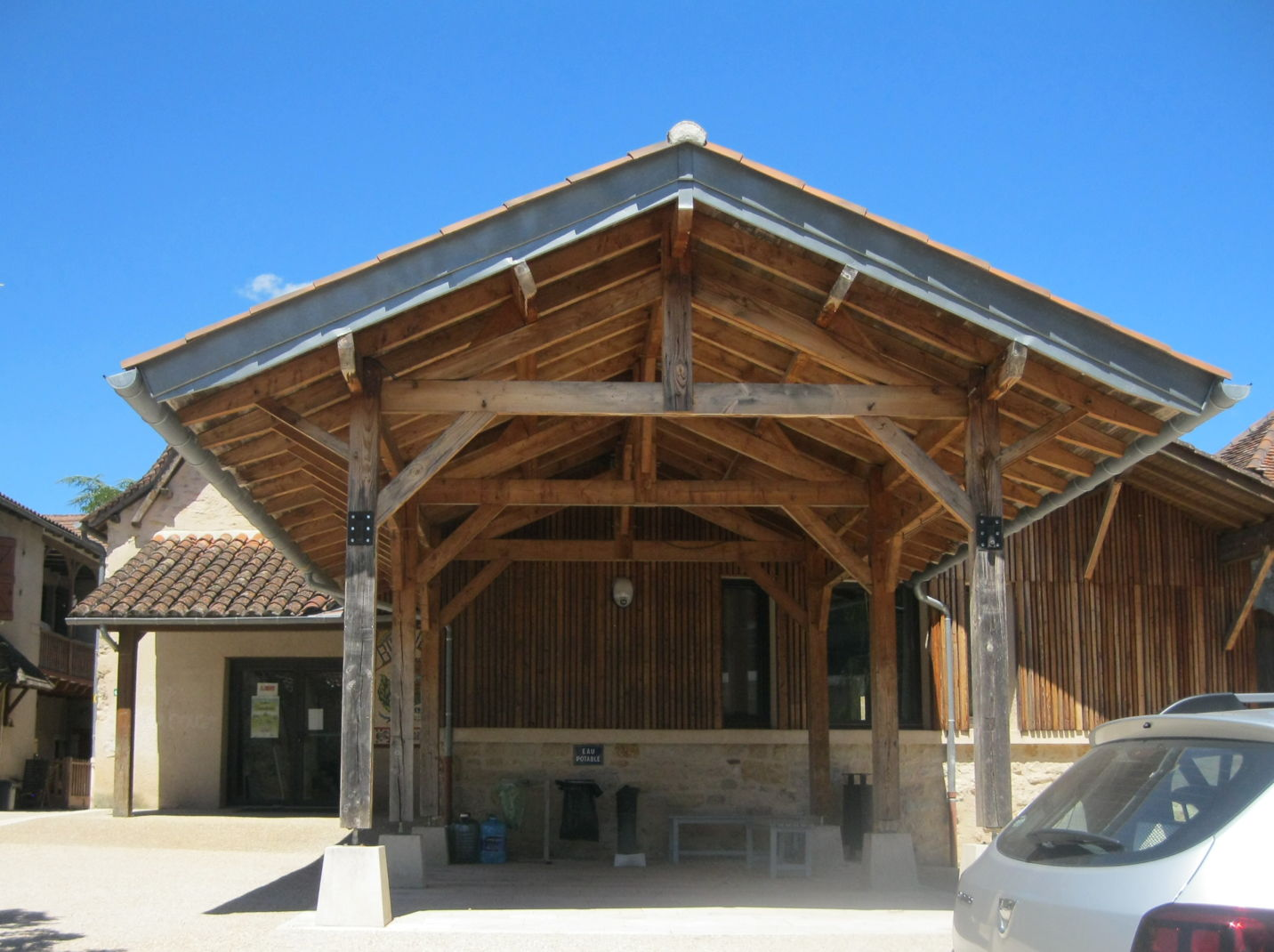
Abri à Faycelles sur le chemin de randonnée GR65

Faycelles se trouve sur la via Podiensis. Cette voie est balisée en tant que sentier de grande randonnée GR 65. Faycelles offre aux randonneurs une halle avec un point d'eau, des possibilités de ravitaillement et d'hébergement.

## Héraldique
| Blason | Blasonnement : De gueules au château d'or, ouvert et ajouré de sable, posé sur trois coupeaux d'or rangés en fasce et mouvant d'ondes d'argent; au chef d'azur à la croix d'argent. |

#### Site de l'Insee
1. ↑  « La grille communale de densité », sur le site de l'Insee, 28 mai 2024 (consulté le 28 juin 2024).
2. 1 2  Insee, « Métadonnées de la commune de Faycelles ».
3. ↑  « Liste des communes composant l'aire d'attraction de Figeac », sur le site de l'Insee (consulté le 28 juin 2024).
4. ↑  Marie-Pierre de Bellefon, Pascal Eusebio, Jocelyn Forest, Olivier Pégaz-Blanc et Raymond Warnod (Insee), « En France, neuf personnes sur dix vivent dans l’aire d’attraction d’une ville », sur le site de l'Insee, 21 octobre 2020 (consulté le 28 juin 2024).
5. ↑  « REV T1 - Ménages fiscaux de l'année 2018 à Faycelles » (consulté le 5 février 2022).
6. ↑  « REV T1 - Ménages fiscaux de l'année 2018 dans le Lot » (consulté le 5 février 2022).
7. 1 2  « Emp T1 - Population de 15 à 64 ans par type d'activité en 2018 à Faycelles » (consulté le 5 février 2022).
8. ↑  « Emp T1 - Population de 15 à 64 ans par type d'activité en 2018 dans le Lot » (consulté le 5 février 2022).
9. ↑  « Emp T1 - Population de 15 à 64 ans par type d'activité en 2018 dans la France entière » (consulté le 5 février 2022).
10. ↑  « Base des aires d'attraction des villes 2020 », sur site de l'Insee (consulté le 10 avril 2021).
11. ↑  « Emp T5 - Emploi et activité en 2018 à Faycelles » (consulté le 5 février 2022).
12. ↑  « ACT T4 - Lieu de travail des actifs de 15 ans ou plus ayant un emploi qui résident dans la commune en 2018 » (consulté le 5 février 2022).
13. ↑  « ACT G2 - Part des moyens de transport utilisés pour se rendre au travail en 2018 » (consulté le 5 février 2022).
14. ↑  « DEN T5 - Nombre d'établissements par secteur d'activité au 31 décembre 2019 à Faycelles » (consulté le 14 février 2022).
15. ↑  « DEN T5 - Nombre d'établissements par secteur d'activité au 31 décembre 2019 dans le Lot » (consulté le 14 février 2022).

#### Autres sources
1. ↑  Carte IGN sous Géoportail
2. 1 2  Daniel Joly, Thierry Brossard, Hervé Cardot, Jean Cavailhes, Mohamed Hilal et Pierre Wavresky, « Les types de climats en France, une construction spatiale », Cybergéo, revue européenne de géographie - European Journal of Geography, no 501,‎ 18 juin 2010 (DOI 10.4000/cybergeo.23155, lire en ligne, consulté le 14 novembre 2023)
3. ↑  « Zonages climatiques en France métropolitaine. », sur pluiesextremes.meteo.fr (consulté le 14 novembre 2023).
4. ↑  « Station Météo-France commune de Gourdon) - fiche climatologique - période 1991-2020 », sur donneespubliques.meteofrance.fr (consulté le 14 novembre 2023).
5. ↑  « Station Météo-France commune de Faycelles) - fiche de métadonnées. », sur donneespubliques.meteofrance.fr (consulté le 14 novembre 2023).
6. ↑  « Climadiag Commune : diagnostiquez les enjeux climatiques de votre collectivité. », sur meteofrance.fr, novembre 2022 (consulté le 14 novembre 2023).
7. 1 2  « Liste des ZNIEFF de la commune de Faycelles », sur le site de l'Inventaire national du patrimoine naturel (consulté le 2 septembre 2021).
8. ↑  « ZNIEFF le « cours moyen du Lot » - fiche descriptive », sur le site de l'inventaire national du patrimoine naturel (consulté le 2 septembre 2021).
9. ↑  « ZNIEFF les « pelouses sèches et landes du vallon du Rieu de Paramelle » - fiche descriptive », sur le site de l'inventaire national du patrimoine naturel (consulté le 2 septembre 2021).
10. ↑  « ZNIEFF la « Moyenne vallée du Lot » - fiche descriptive », sur le site de l'inventaire national du patrimoine naturel (consulté le 2 septembre 2021).
11. ↑  « CORINE Land Cover (CLC) - Répartition des superficies en 15 postes d'occupation des sols (métropole). », sur le site des données et études statistiques du ministère de la Transition écologique. (consulté le 14 avril 2021).
12. 1 2 3  « Les risques près de chez moi - commune de Faycelles », sur Géorisques (consulté le 17 octobre 2022).
13. ↑  BRGM, « Évaluez simplement et rapidement les risques de votre bien », sur Géorisques (consulté le 13 septembre 2022).
14. ↑  DREAL Occitanie, « CIZI », sur occitanie.developpement-durable.gouv.fr (consulté le 13 septembre 2022).
15. ↑  « Dossier départemental des risques majeurs dans le Lot »(Archive.org • Wikiwix • Archive.is • Google • Que faire ?), sur lot.gouv.fr (consulté le 13 septembre 2022), partie 1 -  chapitre Risque inondation.
16. ↑  « Dossier départemental des risques majeurs dans le Lot »(Archive.org • Wikiwix • Archive.is • Google • Que faire ?), sur lot.gouv.fr (consulté le 13 septembre 2022).
17. ↑  « Dossier départemental des risques majeurs dans le Lot »(Archive.org • Wikiwix • Archive.is • Google • Que faire ?), sur lot.gouv.fr (consulté le 13 septembre 2022), chapitre Mouvements de terrain.
18. 1 2  « Liste des cavités souterraines localisées dans la commune de Faycelles », sur georisques.gouv.fr (consulté le 13 septembre 2022).
19. ↑  « Retrait-gonflement des argiles », sur le site de l'observatoire national des risques naturels (consulté le 13 septembre 2022).
20. ↑  Article R214-112 du code de l’environnement
21. ↑  « barrage de Grandval », sur barrages-cfbr.eu (consulté le 13 septembre 2022).
22. ↑  « barrage de Sarrans », sur barrages-cfbr.eu (consulté le 13 septembre 2022).
23. ↑  « Dossier départemental des risques majeurs dans le Lot »(Archive.org • Wikiwix • Archive.is • Google • Que faire ?), sur lot.gouv.fr (consulté le 13 septembre 2022), chapitre Risque rupture de barrage.
24. 1 2  Gaston Bazalgues, À la découverte des noms de lieux du Quercy : Toponymie lotoise, Gourdon, Éditions de la Bouriane et du Quercy, juin 2002, 127 p. (ISBN 2-910540-16-2), p. 43,60.
25. ↑  « Des trésors  préhistoriques que personne ne voyait », sur ladepeche.fr, 28 mai 2000.
26. ↑  Sylvie Briet, « Des  gravures vieilles de 12 000 ans : l'existence de deux grottes  datant du paléolithique vient d'être dévoilée », sur Libération.fr, 30 mai 2000.
27. ↑  « Un peu d'Histoire », sur le site de la commune.
28. ↑  « Les maires de Faycelles », sur Site francegenweb, 19 février 2011 (consulté le 2 janvier 2017).
29. ↑  L'organisation du recensement, sur insee.fr.
30. ↑  Calendrier départemental des recensements, sur insee.fr.
31. ↑  Des villages de Cassini aux communes d'aujourd'hui sur le site de l'École des hautes études en sciences sociales.
32. ↑  Fiches Insee - Populations de référence de la commune pour les années 2006, 2007, 2008, 2009, 2010, 2011, 2012, 2013, 2014, 2015, 2016, 2017, 2018, 2019, 2020, 2021 et 2022.
33. ↑  « Les régions agricoles (RA), petites régions agricoles(PRA) - Année de référence : 2017 », sur agreste.agriculture.gouv.fr (consulté le 14 février 2022).
34. ↑  Présentation des premiers résultats du recensement agricole 2020, Ministère de l’agriculture et de l’alimentation, 10 décembre 2021
35. 1 2  « Fiche de recensement agricole - Exploitations ayant leur siège dans la commune de Faycelles - Données générales », sur recensement-agricole.agriculture.gouv.fr (consulté le 14 février 2022).
36. ↑  « Fiche de recensement agricole - Exploitations ayant leur siège dans le département du Lot » (consulté le 14 février 2022).
37. ↑  « Église paroissiale Notre-Dame », sur pop.culture.gouv.fr (consulté le 1er juin 2021).
38. ↑  « La Petit' Pause », sur Office de Tourisme de FIGEAC, 11 octobre 2016 (consulté le 11 juillet 2020).